# Hassan Mezian
Hassan Mezian (* 5. srpna 1947 Damašek) je český lékař a politik ČSSD syrského původu, v letech 2012 až 2018 senátor za obvod č. 29 – Litoměřice.

## Život
Narodil se v syrském hlavním městě Damašku. V roce 1967 začal v Československu studovat 1. lékařskou fakultu Univerzity Karlovy v Praze, na níž získal titul MUDr. Po promoci v roce 1975 přišel do Litoměřic, kde se oženil. Profesní kariéru začínal v litoměřické nemocnici na interně (základní atestaci z vnitřního lékařství získal v roce 1981). V roce 1986 navíc složil nadstavbovou atestaci z oboru léčebné rehabilitace. V letech 1989 až 1999 pracoval jako primář lůžkového rehabilitačního oddělení Městské nemocnice Litoměřice. Rovněž působil jako lékař v zahraničí, konkrétně ve Finsku, Alžírsku, Libyi a Sýrii. Od roku 1993 vede nestátní rehabilitační zařízení. Je členem vedení okresní České lékařské komory.
V roce 2004 vstoupil do ČSSD. V roce 2006 se stal za tuto stranu členem Zastupitelstva města Litoměřic (v roce 2010 tento mandát obhájil). V roce 2008 byl rovněž zvolen do Zastupitelstva Ústeckého kraje (v roce 2012 však mandát neobhájil). V senátních volbách 2012 v obvodu č. 29 – Litoměřice uspěl jako kandidát ČSSD, když ve druhém kole porazil Jitku Sachetovou z KSČM poměrem 52,56 % : 47,43 % (do druhého kola postoupil se ziskem 22,37 % ze druhého místa).
Ve volbách do Senátu PČR v roce 2018 již nekandidoval.
Je ženatý (manželka Helena Mezianová) a má tři děti. Hovoří česky, arabsky, anglicky a francouzsky. Má české státní občanství.